# La Belle Chaurienne
 (mars 2024).
Il peut être nécessaire de l'améliorer pour respecter le principe de neutralité de point de vue. 

 (mars 2024).
 (mars 2024).
Si vous disposez d'ouvrages ou d'articles de référence ou si vous connaissez des sites web de qualité traitant du thème abordé ici, merci de compléter l'article en donnant les références utiles à sa vérifiabilité et en les liant à la section « Notes et références ».
La Belle Chaurienne est la marque principale de la Conserverie du Languedoc, fondée en 1964, à Castelnaudary, en France par Michel Cauquil. Elle tire son nom des habitants de cette ville qu'on appelle les Chauriens et les Chauriennes et sa plus grande spécialité est le cassoulet dont Castelnaudary est une des principales places fortes dans le monde.
En plus du cassoulet, elle propose d'autres recettes de plats cuisinés comme des saucisses de Toulouse aux lentilles, du coq au vin des Corbières ou de la choucroute mais aussi des confits de canard, du foie gras de canard, des pâtés et des légumes cuisinés.
Elle est vendue en grande surface en France et aussi présente à l'étranger dans plusieurs pays comme le Royaume-Uni, l'Allemagne, l'Espagne mais également plus loin comme le Canada ou l'Australie.

## Histoire
Années 50-60 : Michel Cauquil suit une formation de conserveur au Centre de la Conserve à Paris et vend une seule et unique recette, du bœuf carottes. En parallèle, il travaille avec son père dans la boucherie familiale à Castres. Pour ne pas jeter des pièces de bœuf qui se vendaient mal à l’époque, il développe une recette de « Bœuf au vin des Corbières » qu’il commercialise jusque dans l’Aude où son grossiste, parce qu’il aime beaucoup cette recette, lui demande un jour de faire un cassoulet.
1964 : à 30 ans et avec l’aide de la mairie qui a adoré son cassoulet, Michel Cauquil s’installe à Castelnaudary dans l’Aude avec femme et enfants et fonde la première conserverie de cassoulet au 12 rue Marfan. Il choisit comme marque La Belle Chaurienne en référence au nom des habitants de la ville.
1966 : de 5 salariés, l’équipe passe à 30 salariés en seulement deux ans. Avec sa célèbre étiquette conçue par Michel Cauquil lui-même, La Belle Chaurienne trouve en effet très rapidement sa place dans les rayons des premiers supermarchés de l’époque où l’on ne trouvait alors pas de cassoulets traditionnels.
1974 : La Belle Chaurienne déménage, toujours à Castelnaudary, place Montmorency, dans un ancien séminaire. L’effectif monte jusqu’à 50 salariés et Michel Cauquil installe dans le local à côté sa propre imprimerie pour imprimer toutes ses étiquettes. Puis quelques années plus tard, un deuxième bâtiment est investi un peu plus loin pour étiqueter, stocker et expédier toutes les productions de l’entreprise. En parallèle, il ouvre un restaurant à bord d'une péniche, appelée elle aussi La Belle Chaurienne, qui déménagera quelques années plus tard sur le canal de Brienne à Toulouse.
1985 : La Belle Chaurienne déménage à nouveau et s’installe sur un terrain à l’entrée de la ville pour y construire un atelier flambant neuf de 5 000m² équipé de toutes les technologies modernes de l’époque qui ont accompagné la croissance de La Belle Chaurienne. C’est une époque de foisonnement intense. De nombreuses idées innovantes sont testées : de la vente par correspondance, des raviolis en conserve, … certaines idées novatrices à l’époque comme le cassoulet vendu avec sa cassole ou les gésiers de canard émincés sont encore vendues aujourd'hui.
Années 90 : Michel Cauquil prend sa retraite et vend l’entreprise en 1991. Adossée à plusieurs actionnaires successifs (1991 : groupe Saint-Louis / 1994 : groupe Danone / 1997 : groupe PAI Partners / 2011 : Financière Turenne Lafayette) qui lui ont apporté structure et financement, La Belle Chaurienne connait une forte croissance. Son atelier s’agrandit plusieurs fois pour atteindre aujourd’hui 13 000m².
2004 : La Belle Chaurienne lance une gamme de plats cuisinés de terroir en assiette individuelle micro-ondable. Encore aujourd’hui, elle est la seule à proposer ce type de recettes qualitatives à réchauffer en 2 minutes.
2011 : pour faire de la communication autour d'une opération promotionnelle, La Belle Chaurienne fait le buzz grâce à une caméra cachée sur le marché de Castelnaudary. Ce jour-là, David Lowe est chargé de faire croire aux Chauriens que le cassoulet a été inventé par les Anglais. La vidéo a eu beaucoup de succès : plus d'un million de personnes l'ont visionnée.
2017 : La Belle Chaurienne rejoint la Coopérative d’agriculteurs Arterris de Castelnaudary.
2021 : La Belle Chaurienne modernise tous ses emballages tout en gardant l’esprit de son étiquette d’origine qui a fait son succès.
2023 : La Belle Chaurienne, avec de nombreuses autres marques, s'engage dans un projet original : celui d'écrire ce que sera l'alimentation dans 10 ans. Cet exercice d'anticipation a rassemblé différents services de l'entreprise (industrie, commerce, marketing et direction) et donné l'occasion de mettre à jour le plan stratégique de l'entreprise.
2024 : La Belle Chaurienne fête ses 60 ans.

## Les produits

### Les principaux produits
Le produit fondateur de La Belle Chaurienne est le cassoulet de Castelnaudary. Elle en propose de nombreuses variétés : cassoulet à l'oie, cassoulet au canard, cassoulet au porc, cassoulet aux deux viandes et un cassoulet Label Rouge qu'elle est la seule à proposer en grande surface.
Il y a deux légendes autour du cassoulet : on dit que les haricots lingots ne sont jamais aussi bien cuits que dans l'eau de Castelnaudary qui aurait des propriétés mystérieuses. On dit aussi que le cassoulet aurait été inventé pendant le siège de Castelnaudary lors de la guerre de 100 ans alors que les habitants affamés avaient rassemblé toutes leurs dernières réserves pour faire un dernier grand festin et que ce plat fût si bon et si copieux qu'ils en auraient gagné suffisamment de force pour chasser les Anglais jusqu'à la Manche !
La Belle Chaurienne est leader en grande surface du cassoulet supérieur.
L'entreprise compte aussi de nombreuses autres recettes de plats cuisinés : petit salé aux lentilles, poulet basquaise au piment d'Espelette, poulet à l'estragon et pâtes torsades, confit de canard et pommes de terre à la sarladaise, tartiflette au Reblochon AOP de Savoie, daube de bœuf à la provençale, ...
La Belle Chaurienne est la deuxième marque sur le segment des plats cuisinés français supérieurs vendus en grande surface.
En plus du cassoulet au canard, La Belle Chaurienne propose beaucoup d'autres spécialités à base de canard comme le foie gras, le confit ou les gésiers.
Elle a aussi une large gamme de pâtés et de légumes cuisinés.

### Les dernières innovations
L'entreprise a durement été touchée ces dernières années par les grippes aviaires à répétition. Elle a donc accéléré son plan d'innovation afin de diversifier ses productions pour faire face à l'absence de canards et d'oie. En s'appuyant sur des études consommateurs, l'entreprise a donc récemment lancé de nouveaux produits répondant aux attentes des consommateurs : un cassoulet riche en viande, une gamme de plats cuisinés avec -25% par rapport à la moyenne du marché, ainsi qu'une gamme baptisée "8 ingrédients et c'est tout" dont le principe est de proposer des recettes très simples et naturelles à des prix abordables.
La Belle Chaurienne renouvelle régulièrement ses gammes par le lancement de nouvelles recettes, notamment sur sa gamme de plats cuisinés pour une personne et micro-ondables. Elle est la troisième marque sur ce segment de marché.

### Les contenants
La Belle Chaurienne propose ses produits en trois types de contenants différents : la boîte de conserve en acier, le bocal en verre et l'assiette en plastique. Tous sont à trier et les emballages sont tous imprimés avec des encres végétales.
Ils se conservent tous à température ambiante pendant 4 ans pour les boîtes de conserve et les bocaux et pendant 18 mois pour les assiettes micro-ondables. Cela en fait des produits permettant de lutter contre le gaspillage alimentaire.

## Sites de fabrication
Les produits de La Belle Chaurienne sont principalement fabriqués sur son site de 13 000m² à Castelnaudary.
L'entreprise bénéficie aussi de deux autres sites appartenant à Arterris : les foies gras sont fabriqués dans le Tarn et les pâtés dans le Périgord.
Ces trois sites sont régulièrement audités par les services de l'état et des organismes indépendants pour le renouvèlement de leurs différentes certifications.